# Julie Heldman
Julie Heldman (née le 8 décembre 1945 à Berkeley en Californie) est une joueuse de tennis américaine qui a participé à la création du tout premier circuit professionnel de tennis féminin. Elle a remporté une vingtaine de titres, avant de devenir commentatrice pour la télévision.

## Biographie
Elle débute très jeune sa carrière sportive, au début des années 1960. Aux Jeux olympiques de Mexico en 1968, elle glane quelque cinq médailles – le tennis étant alors épreuve de démonstration.
En 1970, elle et huit autres joueuses, surnommées les Original 9, créent le tout premier circuit professionnel de tennis féminin autonome (futur WTA Tour).
Elle a joué ses derniers matchs en 1975, après avoir remporté une vingtaine de titres, notamment le tournoi de Cincinnati (1962) et les Internationaux d'Italie (1969) en simple dames.
De 1973 à 1978, elle a commenté les matchs de Wimbledon et de l'US Open pour les chaînes de télévision CBS, NBC et HBO.
Elle est la fille de Gladys Heldman.
L'actrice Bridey Elliott incarne Julie Heldman dans le film Battle of the Sexes, sorti en 2017.

## Palmarès (partiel)

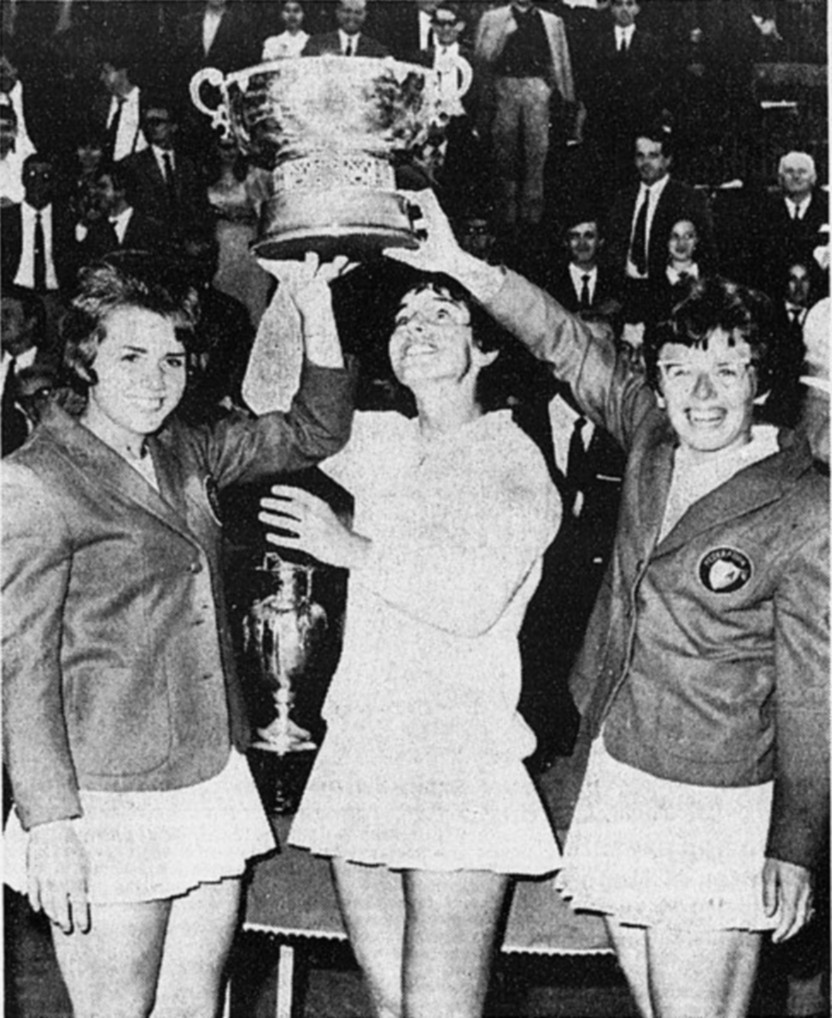
Victoire de Carole Cale Caldwell Graebner, Julie Heldman et Billie Jean King à Turin (Italie), tenant la Coupe des Fédérations 1966